# Raffaella La Crociera
Raffaella La Crociera (Roma, 23 novembre 1940 – Roma, 2 novembre 1954) è stata una poetessa italiana nota per la sua poesia Er zinale. Messa all’asta, fruttò una somma considerevole che fu destinata alle popolazioni colpite dall'alluvione che colpì la Costiera amalfitana nell’ottobre 1954.

## Biografia
Costretta al letto nella sua casa al Testaccio per un lupus eritematoso cronico, sentì alla radio della raccolta fondi lanciata dalla Rai per aiutare gli alluvionati della costiera salernitana. Di famiglia povera, che aveva speso tutti gli averi nel tentativo di guarirla, e non potendo donare null'altro, scrisse la poesia Er zinale (termine dialettale romano con il quale viene chiamato il grembiule di scuola) ed una lettera che offrì alla Rai. La domenica del 31 ottobre lo speaker radiofonico Giovanni Gigliozzi, nella sua rubrica radiofonica Campo de’ Fiori, lesse commosso la poesia e comunicò agli ascoltatori l’intenzione di metterla all’asta per destinarne il ricavato agli alluvionati. Seguì una vera gara di solidarietà alla fine della quale la poesia fu aggiudicata per mezzo milione di lire (franchi svizzeri secondo altre fonti), offerta arrivata dalla Svizzera della contessa Cenci Bolognetti.
Un giocattolaio romano decise di ringraziare la bambina regalandole la più bella delle sue bambole, ma la bambola non arrivò in tempo. Raffaella morì due giorni dopo la trasmissione, il 2 novembre. La bambola arrivò solo il giorno del suo funerale, appoggiata su un cuscino di fiori bianchi.

### Premio bontà
Il 18 novembre, con la firma del senatore Ugo Angelilli, Assessore alle Scuole del Comune di Roma, venne consegnata alla famiglia una lettera di invito a partecipare alla cerimonia per il Premio della Bontà “Livio Tempesta”. La mattina del 20 novembre, il sindaco Salvatore Rebecchini consegnò il Premio della Bontà alla memoria di Raffaella La Crociera, piccola poetessa di Roma a Marinella, ultimogenita delle tre sorelle La Crociera.
Due scuole elementari, una a Roma (nel quartiere di Casal Bernocchi ad Acilia, nel Municipio X, dove nel 2017 è stato realizzato un murales della street artist Alice Pasquini che racconta la sua storia) e un’altra a Salerno, portano il suo nome. A Raffaella La Crociera è stata intitolata anche una via nel quartiere romano Romanina (nel Municipio Roma VII), nelle vicinanze dell'uscita 20 La Romanina del Grande Raccordo Anulare, tra via di Tor Vergata e Via Giovanni Censori.
Raffaella La Crociera è sepolta nel Cimitero monumentale del Verano. Sulla sua tomba (posizionata nel riquadro 5), l'artista genovese Silvio Minaglia di S. Elia ha realizzato una scultura che la rappresenta in piedi, con un libro nella mano destra. Sulla lastra di marmo ai piedi della statua, sotto il nome, c’è la scritta Piccola poetessa di Roma.